# Схират
Схира́т (араб. الصخيرات‎) — город в Марокко в области Рабат — Сале — Кенитра.

## Географическое положение
Центр города располагается на высоте 61 метров над уровнем моря.

## Демография
Население города по годам:
| 2004   | 2012   |
| ------ | ------ |
| 43 025 | 57 773 |

## Транспорт
Ближайший аэропорт расположен в городе Бен-Слимане.